# 레이스 짜는 여인
《레이스 짜는 여인》(프랑스어: La Dentellière)은 프랑스와 스위스에서 제작된 클로드 고레타 감독의 1977년 영화이다. 1974년 공쿠르상을 받은 파스칼 레네의 동명 소설이 원작이다. 이자벨 위페르 등이 주연으로 출연하고, 리즈 파욜 등이 제작에 참여하였다.

## 출연

### 주연
- 이자벨 위페르
- 이브 베네통

### 조연
- 플로랑스 지오르제티
- 안네마리 뒤링거
- 모니크 쇼메트
- 사빈 아제마